# Eruca
Eruca este un gen de plante cu flori din familia Brassicaceae, originară din regiunea mediteraneană, care include planta cunoscută sub numele de rucolă sau arugulă.
Numărul de specii este disputat, unii experți acceptând doar o singură specie, în timp ce alții acceptă până la cinci specii. Următoarele specii sunt acceptate de Med-Checklist:
- Eruca loncholoma (Pomel) OESchulz
- Eruca pinnatifida (Desf. ) Pomel (sin. E. sativa subsp. pinnatifida (Desf. ) Batt.; E. vesicaria subsp. pinnatifida (Desf. ) Emberger & Maire)
- Eruca sativa Mill. (sin. E. vesicaria subsp. sativa (Mill. ) Ei bine. )
- Eruca setulosa Boiss. & Reuters
- Eruca vesicaria (L.) Cav.

Când sunt tratate ca gen monospecific, toate sunt incluse în E. vesicaria.
Soiurile pot fi fie anuale, sau bienale, crescând la 20-100 cm înălțime. Frunzele sunt profund pinnat lobate, cu patru până la zece lobi laterali mici și un lob terminal mare. Florile au 2-4 cm diametru, dispuse în inflorescență, cu structura tipică a florii Brassicaceae cu 4 petale, 4 sepale; petalele sunt alb-crem cu vene de culoare violet, iar staminele galbene. Fructul este o silicvă (păstaie) având 12–25 mm lungime cu un cioc apical și care conține mai multe semințe.